# Dioscore nereis
Dioscore nereis là một loài bướm đêm trong họ Geometridae.